# Fortezza Medicea (Volterra)

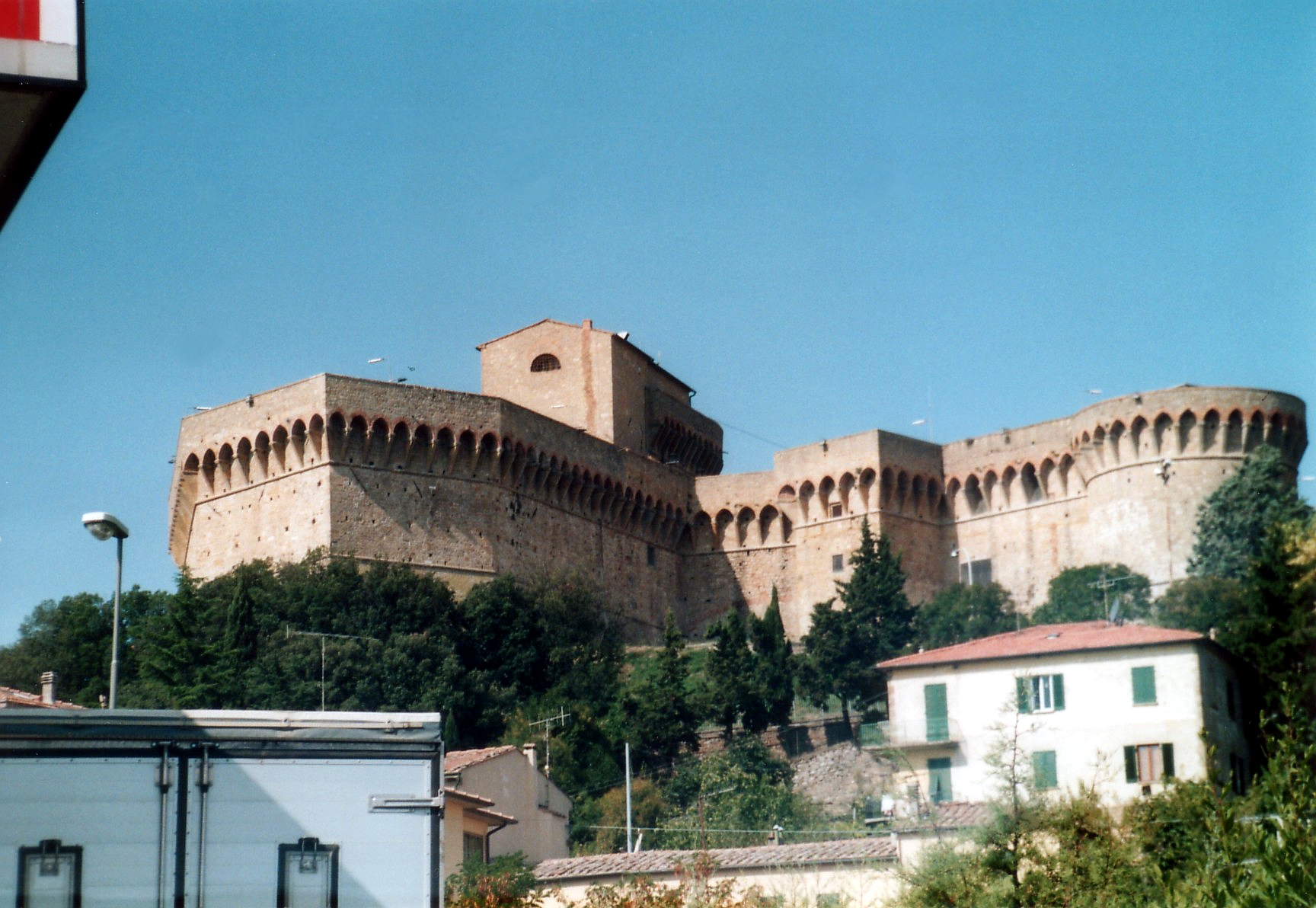
La Rocca Vecchia

La Fortezza Medicea di Volterra è stata costruita sul punto più elevato del colle dove sorge la città: dall'esterno si presenta con un aspetto veramente maestoso ed imponente.
La struttura si compone di due corpi uniti tra loro da alte mura difensive: la Rocca Vecchia, detta anche Cassero, fatta edificare nel 1342 dal duca d'Atene Gualtieri VI di Brienne governatore di Firenze e modificata da Lorenzo il Magnifico e la Rocca Nuova, detta Il Mastio, costruita dallo stesso Lorenzo il Magnifico tra il 1472 e il 1474.
Oggi la struttura è usata come prigione di stato di media sicurezza, non accessibile e non visitabile, se non in particolarissimi giorni, non ricorrenti, ed in piccole porzioni.

## Storia

### La Rocca Vecchia
La Rocca Vecchia, detta anche Cassero, o anche la Femmina in antitesi con il Mastio parte integrante della Rocca Nuova che verrà realizzata dal Magnifico, fu eretta da Gualtieri di Brienne duca di Atene nel 1342: Volterra, nel tentativo di superare le lotte intestine tra le famiglie più importanti della città, in primis Belforti e Allegretti, per il controllo del governo cittadino, decise, sull'esempio di Firenze, di dare la signoria al Duca di Atene.
Tuttavia, fu una signoria di breve durata in quanto Ottaviano Belforti riuscì a conquistare il potere nell'estate del 1343.

### La Rocca Nuova
L'origine dell'ammodernamento della vecchia fortezza e della costruzione della nuova sta nella scoperta delle miniere di allume in territorio volterrano e nella guerra che ne conseguì tra le città di Volterra e di Firenze, per il loro controllo e sfruttamento: per la città etrusca fu uno degli episodi più devastanti della sua storia. L'atto finale fu l'assedio condotto da Federico da Montefeltro, al soldo di Lorenzo de Medici, il quale espugnò e mise a sacco la città nel 1472: da questo momento in poi Volterra fu integrata nello stato fiorentino e la sua sottomissione fu totale.
In poco più di un anno la Rocca Nuova venne costruita distruggendo due interi quartieri e il Palazzo del Vescovo.

### Funzione della Rocca
Pare sia stato lo stesso Federico da Montefeltro a suggerire la costruzione della nuova rocca: questa, infatti, grazie alle modifiche apportate, non doveva servire più a proteggere la città, ma a controllarla. L'imponente rocca sovrastava la città e si protendeva dentro di essa, in modo che la guarnigione fiorentina, qui ospitata, potesse agevolmente sorvegliare la situazione ed intervenire facilmente a sedare eventuali tentativi di ribellione.
Le due lunghe cortine murarie costruite per collegare la Fortezza Vecchia con la Nuova servivano anche ad impedire un attacco ad entrambe le fortificazioni, creando una vera e propria cittadella: questo spazio interno serviva inoltre per manovre militari, come magazzino per le armi e anche come spazio protetto dove poter ricoverare la popolazione in caso di assedio.